# Renato Gojković
Renato Gojković (ur. 10 czerwca 1995 w Tuzli) – bośniacki piłkarz występujący na pozycji środkowego obrońcy, w klubie FK Sarajevo.

## Sukcesy

### Partizani Tirana
- Mistrz Albanii: (2018/2019)[4]